# Lionel Charbonnier
Lionel Charbonnier, född 25 oktober 1966 i Poitiers, är en fransk före detta fotbollsmålvakt.
Charbonnier var reservmålvakt bakom Fabien Barthez och Bernard Lama i Frankrikes mästartrupp i VM 1998. Charbonnier hade innan mästerskapet bara spelat en landskamp, mot Italien 1997, och skulle inte komma att medverka i fler.
Under större delen av sin klubblagskarriär spelade Charbonnier för Auxerre med vilka han blev franska ligamästare säsongen 1995/1996. Efter världsmästerskapet 1998 köptes han av skotska Rangers, som då tränades av Dick Advocaat.